# Iryna Hlibko
Iryna Oleksandriwna Hlibko (ukrainisch Ірина Олександрівна Глібко, wiss. Transliteration Iryna Oleksandrivna Hlibko, englische Schreibweise Iryna Glibko; * 18. Februar 1990 in Odessa, Ukrainische SSR, Sowjetunion; † vor oder am 28. August 2024 in Râmnicu Vâlcea, Rumänien) war eine ukrainische Handballspielerin.

## Karriere

### Im Verein
Hlibko wurde in Odessa geboren, wo sie mit dem Handballspielen begann. In der Ukraine lief sie daraufhin für die Mannschaften von HK Halytschanka Lwiw (2007–2009), der Saporischschja DIA (2009–2011) und der Podillja-Universität (2011–2012) auf. Anschließend setzte die Rückraumspielerin ihre Karriere in Rumänien fort. Dort stand sie bei den Vereinen CSU Danubius Galați (2012–2013), CSM Bukarest (2013–2015), HCM Roman (2015–2017) und SCM Râmnicu Vâlcea (ab 2017) unter Vertrag. Mit diesen Vereinen gewann sie 2015 und 2019 die rumänische Meisterschaft, 2020 den rumänischen Pokal sowie 2018 den rumänischen Supercup. In den Spielzeiten 2014/15 und 2018/19 wurde sie jeweils Torschützenkönigin der höchsten rumänischen Spielklasse. Nachdem bei ihr Brustkrebs diagnostiziert worden war, verließ sie im Sommer 2024 SCM Râmnicu Vâlcea. Am 28. August 2024 gab ihr letzter Verein ihren Tod bekannt.

### In der Nationalmannschaft
Hlibko gab am 30. Mai 2010 ihr Länderspieldebüt für die ukrainische Nationalmannschaft in einem Qualifikationsspiel zur Europameisterschaft 2010 gegen Portugal. Bei dem am Jahresende 2010 ausgetragene Endturnier wurde sie vom damaligen Nationaltrainer Leonid Jewtuschenko nicht nominiert. Bei den nächsten beiden ausgetragenen Europameisterschaften in den Jahren 2012 und 2014 gehörte Hlibko den Kader der Ukraine an, mit der sie jeweils nach der Gruppenphase ausschied. Nach mehreren erfolglosen Teilnahmen an Qualifikationsturnieren gelang der ukrainischen Auswahl die Qualifikation zur Weltmeisterschaft 2023, an der Hlibko aufgrund ihres Krebsleidens nicht teilnehmen konnte. Sie absolvierte 58 Länderspiele.
Weiterhin lief Hlibko für die ukrainische Beachhandball-Nationalmannschaft auf, mit der sie an Welt- und Europameisterschaften teilnahm.